# Lakavica (Gosztivar)
Lakavica (macedónul: Лакавица, albánul Llakavica) település Észak-Macedóniában, a Pologi körzet Gosztivari járásában.

## Népesség
| Lakosok száma | 671  | 741  | 839  | 937  | 1042 |      | 914  | 994  | 522  |
|               | 1948 | 1953 | 1961 | 1971 | 1981 | 1991 | 1994 | 2002 | 2021 |

2002-ben 994 lakosa volt, akik közül 990 albán és 4 egyéb.